# Chearoco
Chearoco (Aymara Ch'iyar Juqhu) är ett berg som ligger i departementet La Paz i Bolivia och är 6127 meter högt. Aymaranamnet korresponderar väl med namnen på det närliggande området, Chiar Jokho, och floden Ch'iyar Juqhu, som har sina källor i berget. 

## Etymologi
Chearoco är en förspanskning av Aymara-språkets Ch'iyar Juqhu. Ch'iyara betyder "svart" och juqhu "lerig plats". Förspanskningen har gett upphov till namnformerna Chearoco, Chearaco, Chiaroco och Chiaraco.